# Mehmet Ekici
Mehmet Ekici (Pronunciación turca: [me̞hˈme̞t e̞ˈcid͡ʒɪ]; 25 de marzo de 1990) es un futbolista alemán nacido en Múnich nacionalizado turco. Se desempeña como centrocampista y actualmente pertenece al Fenerbahçe.

## Clubes
| Club          | País     | Año             |
| ------------- | -------- | --------------- |
| Bayern        | Alemania | 2007 - 2010     |
| Núremberg     | Alemania | 2010 - 2011     |
| Werder Bremen | Alemania | 2011 - 2014     |
| Trabzonspor   | Turquía  | 2014 - 2017     |
| Fenerbahçe    | Turquía  | 2017 - presente |